# Montferrand-le-Château
Pour les articles homonymes, voir Montferrand.
Montferrand-le-Château est une commune française située dans le département du Doubs, la région culturelle et historique de Franche-Comté et la région administrative Bourgogne-Franche-Comté.
Ses habitants sont les Montferrandais et Montferrandaises.

## Géographie

### Transport
La commune est desservie par les lignes  52  54  du réseau de transport en commun Ginko.

### Climat
Pour des articles plus généraux, voir Climat de la Bourgogne-Franche-Comté et Climat du Doubs.
En 2010, le climat de la commune est de type climat de montagne, selon une étude du Centre national de la recherche scientifique s'appuyant sur une série de données couvrant la période 1971-2000. En 2020, Météo-France publie une typologie des climats de la France métropolitaine dans laquelle la commune est exposée à un climat semi-continental et est dans la région climatique  Jura, caractérisée par une forte pluviométrie en toutes saisons (1 000 à 1 500 mm/an), des hivers rigoureux et un ensoleillement médiocre. 
Pour la période 1971-2000, la température annuelle moyenne est de 10,6 °C, avec une amplitude thermique annuelle de 17,3 °C. Le cumul annuel moyen de précipitations est de 1 162 mm, avec 12,9 jours de précipitations en janvier et 9,5 jours en juillet. Pour la période 1991-2020, la température moyenne annuelle observée sur la station météorologique de Météo-France la plus proche, « Dannemarie-sur-Crète », sur la commune de Dannemarie-sur-Crète à 4 km à vol d'oiseau, est de 11,3 °C et le cumul annuel moyen de précipitations est de 1 066,6 mm. 
La température maximale relevée sur cette station est de 39,9 °C, atteinte le 25 juillet 2019 ; la température minimale est de −22 °C, atteinte le 9 janvier 1985,,. 
| Mois                                  | jan.           | fév.           | mars           | avril         | mai           | juin          | jui.          | août          | sep.           | oct.          | nov.            | déc.            | année     |
| ------------------------------------- | -------------- | -------------- | -------------- | ------------- | ------------- | ------------- | ------------- | ------------- | -------------- | ------------- | --------------- | --------------- | --------- |
| Température minimale moyenne (°C)     | −0,4           | −0,3           | 2,5            | 5             | 8,9           | 12,3          | 14,1          | 13,8          | 10,5           | 7,3           | 3               | 0,4             | 6,4       |
| Température moyenne (°C)              | 2,8            | 3,7            | 7,5            | 10,8          | 14,7          | 18,3          | 20,2          | 20            | 16,1           | 12            | 6,5             | 3,4             | 11,3      |
| Température maximale moyenne (°C)     | 6              | 7,8            | 12,5           | 16,5          | 20,5          | 24,3          | 26,3          | 26,2          | 21,7           | 16,7          | 10              | 6,3             | 16,2      |
| Record de froid (°C) date du record   | −22 09.01.1985 | −15 11.02.1986 | −14,9 01.03.05 | −4,3 08.04.21 | −1,4 06.05.19 | 2,4 03.06.06  | 6,5 03.07.11  | 4 31.08.1986  | 0,5 30.09.1987 | −6 31.10.1997 | −10 27.11.1985  | −19,5 20.12.09  | −22 1985  |
| Record de chaleur (°C) date du record | 16,8 30.01.02  | 22,3 24.02.21  | 25,4 31.03.21  | 28,1 21.04.18 | 32,7 25.05.09 | 36,7 27.06.19 | 39,9 25.07.19 | 39,3 12.08.03 | 34,3 14.09.20  | 30 07.10.09   | 23,1 11.11.1995 | 20,5 16.12.1989 | 39,9 2019 |
| Précipitations (mm)                   | 77,8           | 73,4           | 78,7           | 80,1          | 101,8         | 86,4          | 80,8          | 88,2          | 90,2           | 107,5         | 104,3           | 97,4            | 1 066,6   |

| Diagramme climatique                                  |             |             |           |              |              |              |              |              |              |          |            |
| J                                                     | F           | M           | A         | M            | J            | J            | A            | S            | O            | N        | D          |
| 6−0,477,8                                             | 7,8−0,373,4 | 12,52,578,7 | 16,5580,1 | 20,58,9101,8 | 24,312,386,4 | 26,314,180,8 | 26,213,888,2 | 21,710,590,2 | 16,77,3107,5 | 103104,3 | 6,30,497,4 |
| Moyennes : • Temp. maxi et mini °C • Précipitation mm |             |             |           |              |              |              |              |              |              |          |            |

Les paramètres climatiques de la commune ont été estimés pour le milieu du siècle (2041-2070) selon différents scénarios d'émission de gaz à effet de serre à partir des nouvelles projections climatiques de référence DRIAS-2020. Ils sont consultables sur un site dédié publié par Météo-France en novembre 2022.

## Urbanisme

### Typologie
Au 1er janvier 2024, Montferrand-le-Château est catégorisée petite ville, selon la nouvelle grille communale de densité à 7 niveaux définie par l'Insee en 2022.
Elle appartient à l'unité urbaine de Montferrand-le-Château, une agglomération intra-départementale dont elle est ville-centre,. Par ailleurs la commune fait partie de l'aire d'attraction de Besançon, dont elle est une commune de la couronne,. Cette aire, qui regroupe 310 communes, est catégorisée dans les aires de 200 000 à moins de 700 000 habitants,.

### Occupation des sols
L'occupation des sols de la commune, telle qu'elle ressort de la base de données européenne d’occupation biophysique des sols Corine Land Cover (CLC), est marquée par l'importance des territoires agricoles (38,8 % en 2018), en diminution par rapport à 1990 (44 %). La répartition détaillée en 2018 est la suivante : forêts (37,5 %), zones urbanisées (20,4 %), prairies (19,5 %), zones agricoles hétérogènes (14,2 %), terres arables (5,1 %), eaux continentales (3,3 %). L'évolution de l’occupation des sols de la commune et de ses infrastructures peut être observée sur les différentes représentations cartographiques du territoire : la carte de Cassini (XVIIIe siècle), la carte d'état-major (1820-1866) et les cartes ou photos aériennes de l'IGN pour la période actuelle (1950 à aujourd'hui).

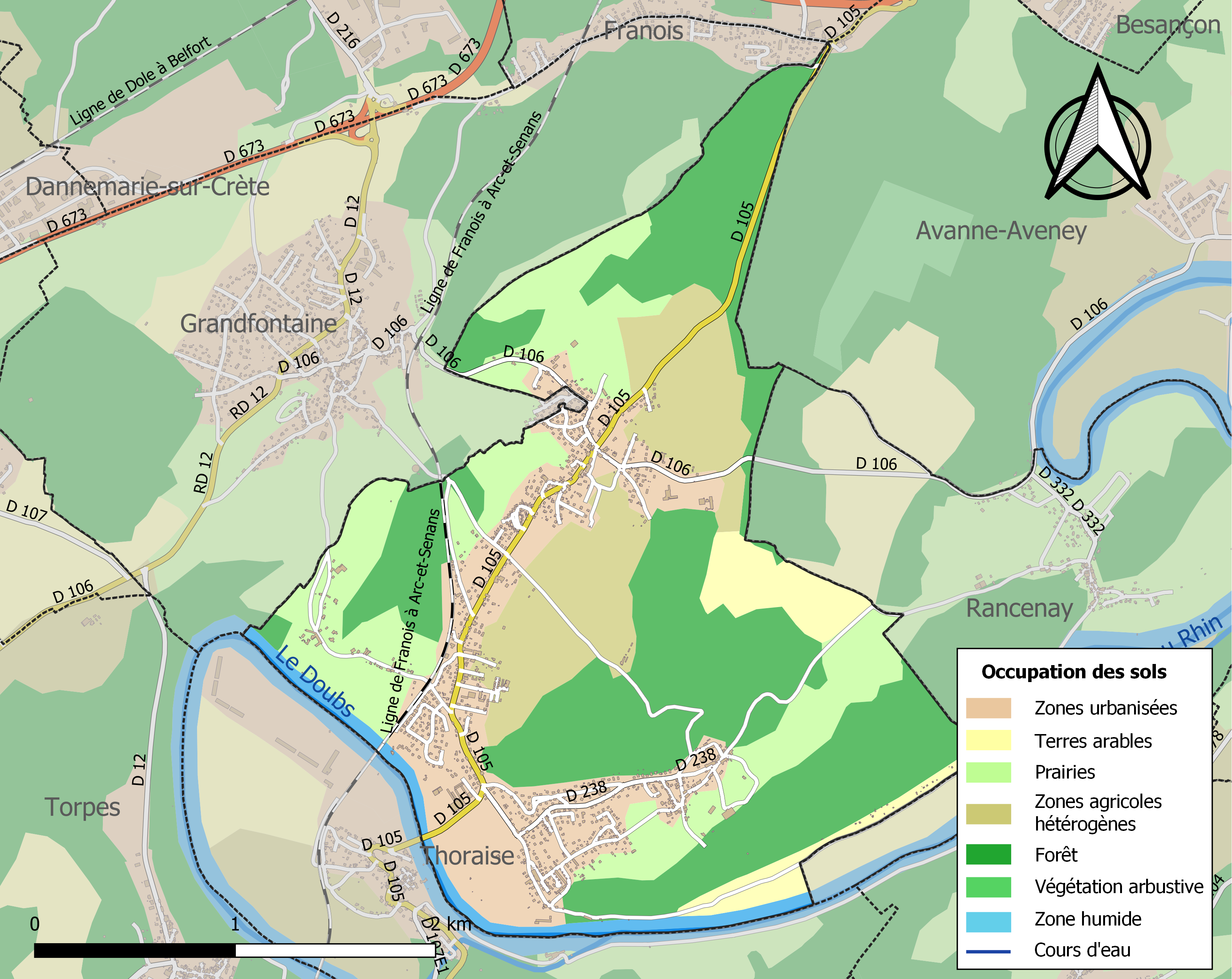
Carte des infrastructures et de l'occupation des sols de la commune en 2018 (CLC).

## Toponymie
Monsferrandis en 1248 ; Momfarrant en 1255 ; Montferrant en 1292 ; Montfarrand en 1352.

## Histoire
Montferrand-le-Château est actuellement une petite commune de 2 000 habitants sise le long du bassin fluvial du Doubs. Cependant son centre historique se situe au sommet d'un des nombreux chaînons calcaires qui parsèment la vallée du Doubs, donnant un relief particulier à la région bisontine.
Au sommet de ce point culminant a été construit un complexe de fortifications datant sans doute du Moyen Âge classique donc compris entre les Xe et XIIIe siècles, dont il reste aujourd'hui de nombreux vestiges parsemés dans la forêt, qui a recouvert ces vestiges médiévaux. Néanmoins, une ancienne tour de guet, au toit tombé en ruine, est nettement visible, facile d'accès on peut y contempler un magnifique panorama, dont les visées stratégiques étaient évidentes au Moyen Âge, car de là, le seigneur de Montferrand pouvait surveiller ce qui pouvait se tramer dans les seigneuries avoisinantes comme Thoraise, Rancenay ou Avanne, mais surtout observer le Doubs, axe fluvial très emprunté au Moyen Âge car plus rapide par rapport aux voies terrestres.

## Héraldique
Blason de la commune
| Blason de Montferrand-le-Château | Blason  | D'azur semé de billettes d'or, au lion couronnée du même, armé de sable et lampassé de gueules brochant. |
| Blason de Montferrand-le-Château | Détails | Le statut officiel du blason reste à déterminer.                                                         |

## Politique et administration

### Liste des maires
| Période                                  | Période   | Identité         | Étiquette   | Qualité |
| ---------------------------------------- | --------- | ---------------- | ----------- | ------- |
| mars 1977                                | mars 2001 | Jean Bousset     |             |         |
| mars 2001                                | mai 2020  | Pascal Duchezeau | SE- App.PCF |         |
| mai 2020                                 | En cours  | Michel Gaillot   | LR          |         |
| Les données manquantes sont à compléter. |           |                  |             |         |

## Démographie
L'évolution du nombre d'habitants est connue à travers les recensements de la population effectués dans la commune depuis 1793. Pour les communes de moins de 10 000 habitants, une enquête de recensement portant sur toute la population est réalisée tous les cinq ans, les populations de référence des années intermédiaires étant quant à elles estimées par interpolation ou extrapolation. Pour la commune, le premier recensement exhaustif entrant dans le cadre du nouveau dispositif a été réalisé en 2005.

En 2022, la commune comptait 2 191 habitants, en évolution de +3,94 % par rapport à 2016 (Doubs : +1,88 %, France hors Mayotte : +2,11 %).
| 1793 | 1800 | 1806 | 1821 | 1831 | 1836 | 1841 | 1846 | 1851 |
| ---- | ---- | ---- | ---- | ---- | ---- | ---- | ---- | ---- |
| 415  | 494  | 441  | 425  | 469  | 432  | 394  | 381  | 427  |

| 1856 | 1861 | 1866 | 1872  | 1876  | 1881  | 1886  | 1891 | 1896 |
| ---- | ---- | ---- | ----- | ----- | ----- | ----- | ---- | ---- |
| 379  | 787  | 813  | 1 071 | 1 121 | 1 167 | 1 096 | 669  | 757  |

| 1901 | 1906 | 1911 | 1921 | 1926 | 1931 | 1936 | 1946 | 1954 |
| ---- | ---- | ---- | ---- | ---- | ---- | ---- | ---- | ---- |
| 529  | 534  | 606  | 577  | 670  | 638  | 664  | 705  | 780  |

| 1962 | 1968 | 1975  | 1982  | 1990  | 1999  | 2005  | 2006  | 2010  |
| ---- | ---- | ----- | ----- | ----- | ----- | ----- | ----- | ----- |
| 875  | 974  | 1 452 | 1 612 | 1 724 | 1 896 | 2 144 | 2 160 | 2 195 |

| 2015  | 2020  | 2022  | - | - | - | - | - | - |
| ----- | ----- | ----- | - | - | - | - | - | - |
| 2 086 | 2 190 | 2 191 | - | - | - | - | - | - |

## Lieux et monuments
- Le château de Montferrand-le-Château

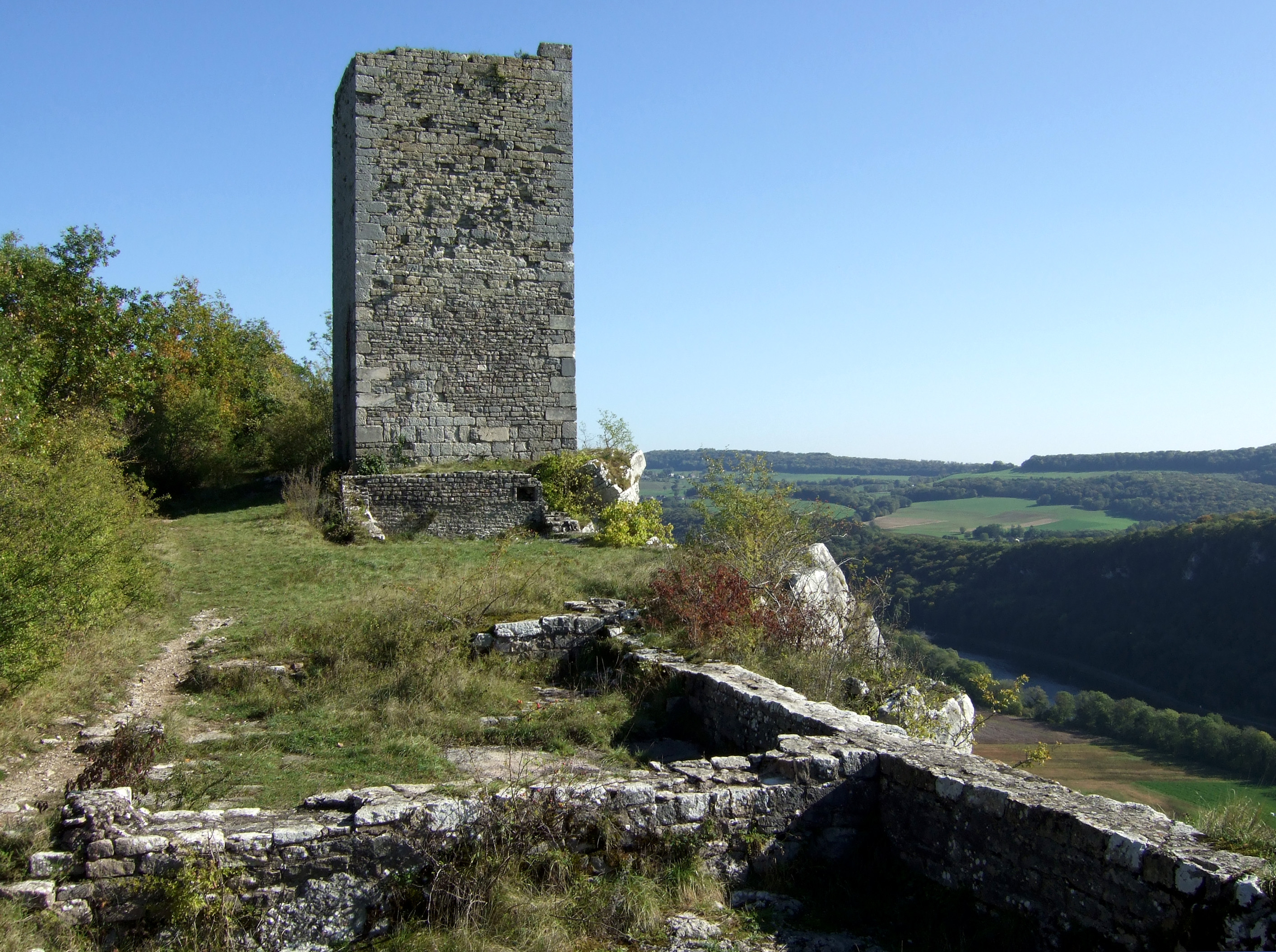
Vestiges et donjon du château de Montferrand-le-Château.
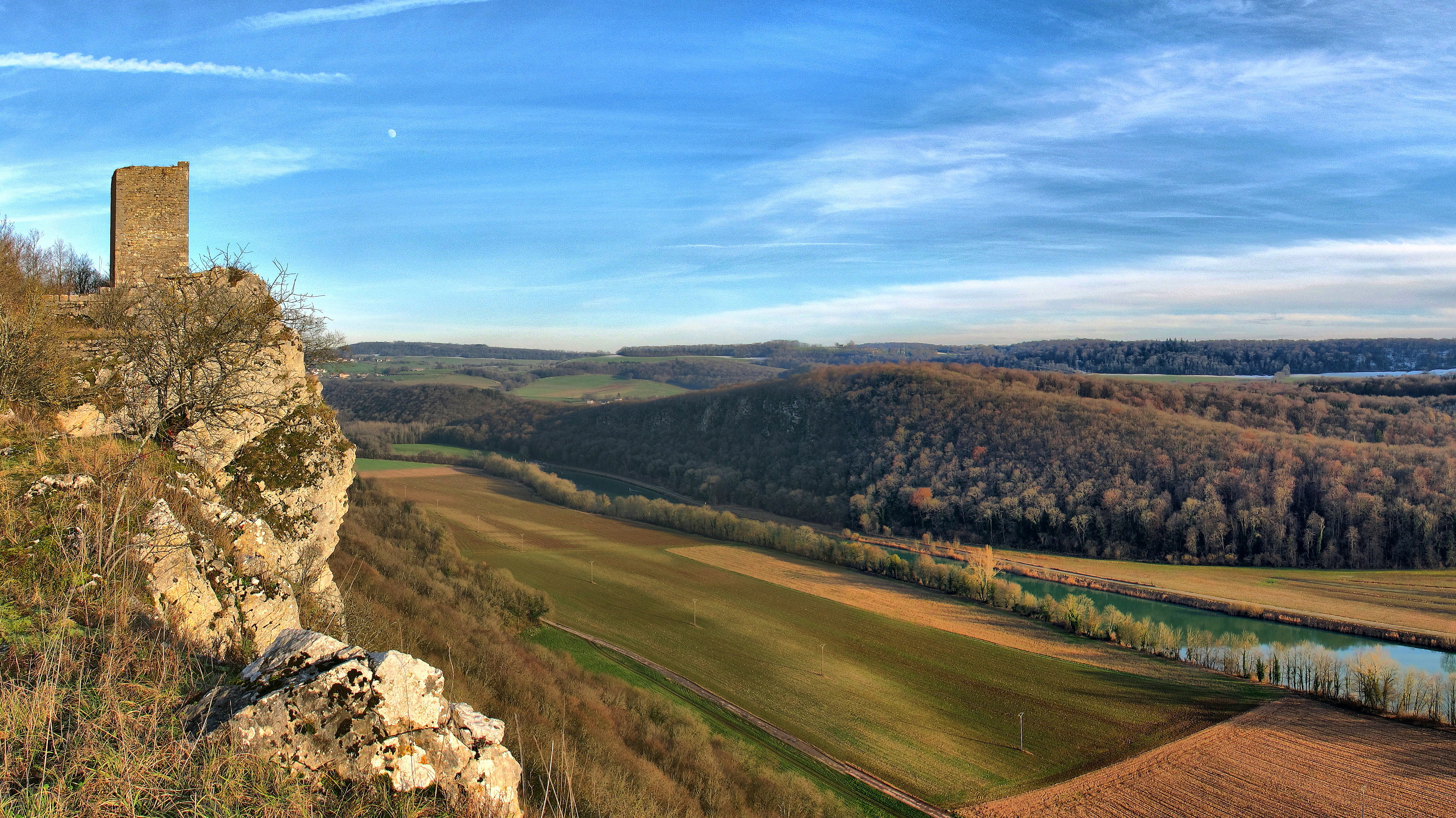
Le château surplombant la vallée du Doubs.
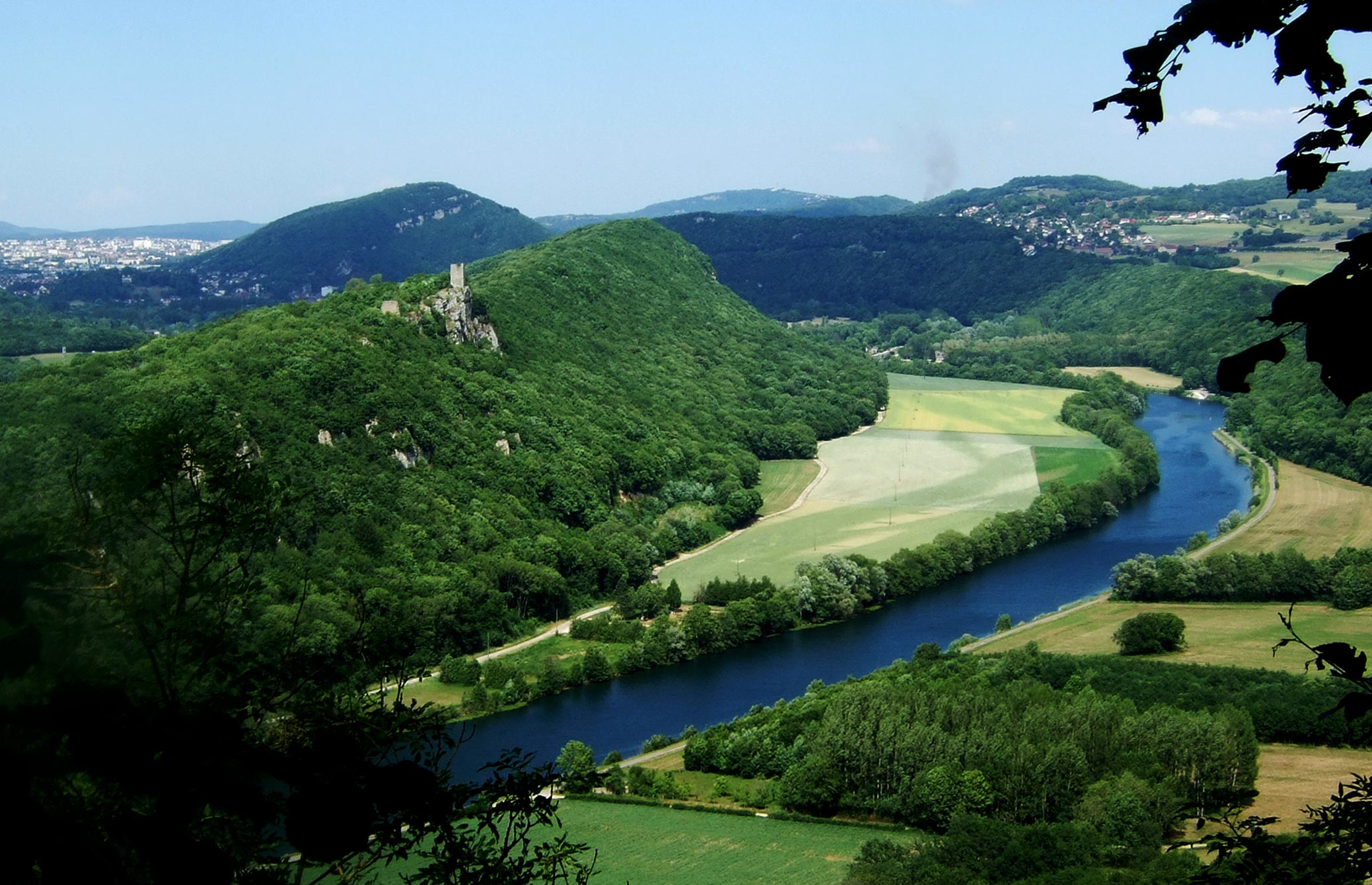
La Tour de Montferrand-le-Château dominant les méandres du Doubs.

- Les chapelles :
  - Chapelle du couvent de la Marne
  - Chapelle du cimetière de la Marne
  - Chapelle du couvent des Dominicaines de Béthanie du Mont

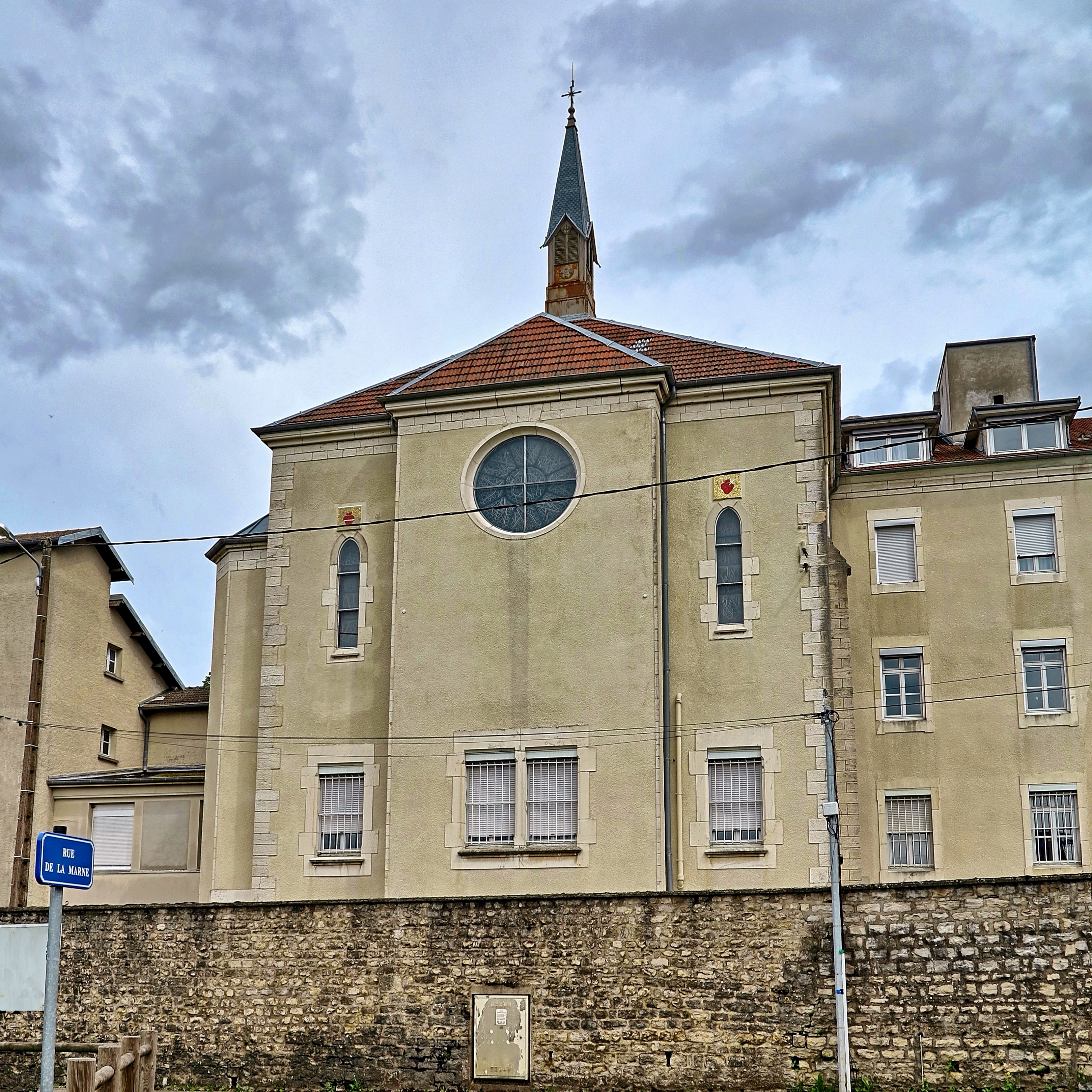
Chapelle du couvent de la Marne.
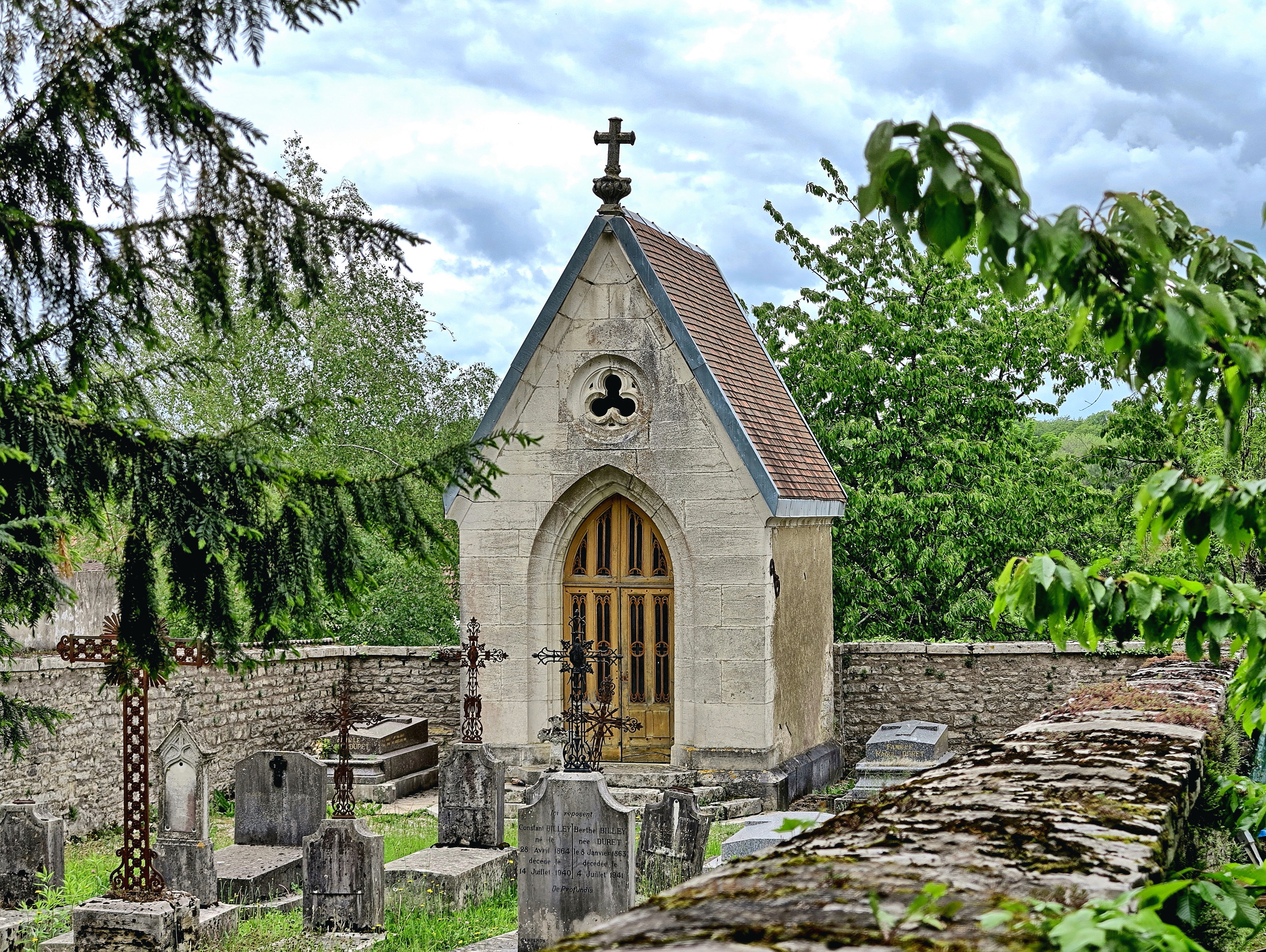
Chapelle du cimetière de la Marne.
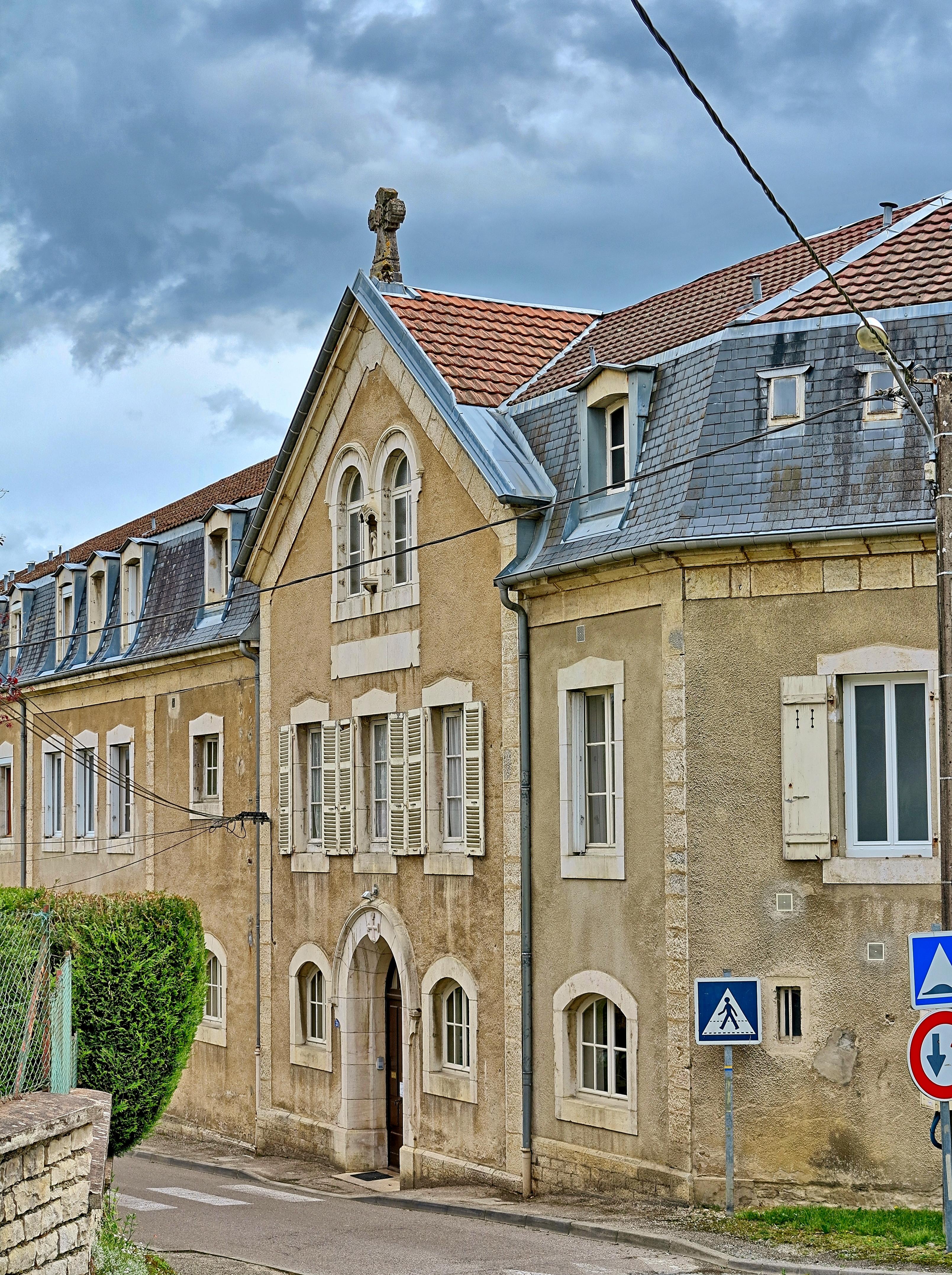
Chapelle du couvent des Dominicaines de Béthanie du Mont.

## Personnalités liées à la commune
- Bienheureux Jean-Joseph Lataste (né à Cadillac (Gironde) le 5 septembre 1832 - 10 mars 1869) est un prêtre dominicain, fondateur des Sœurs dominicaines de Béthanie. Il a été déclaré Vénérable le 1er juin 2007 par le Pape Benoît XVI et béatifié le 3 juin 2012. Il a été appelé « l'apôtre des prisons ».
- Marcel Capiomont (1909-1944), Résistant.
- Henri Angonnet (1922-1944), Résistant.
- André Brenot (1923-1944), Résistant.